# Grijze huisspin

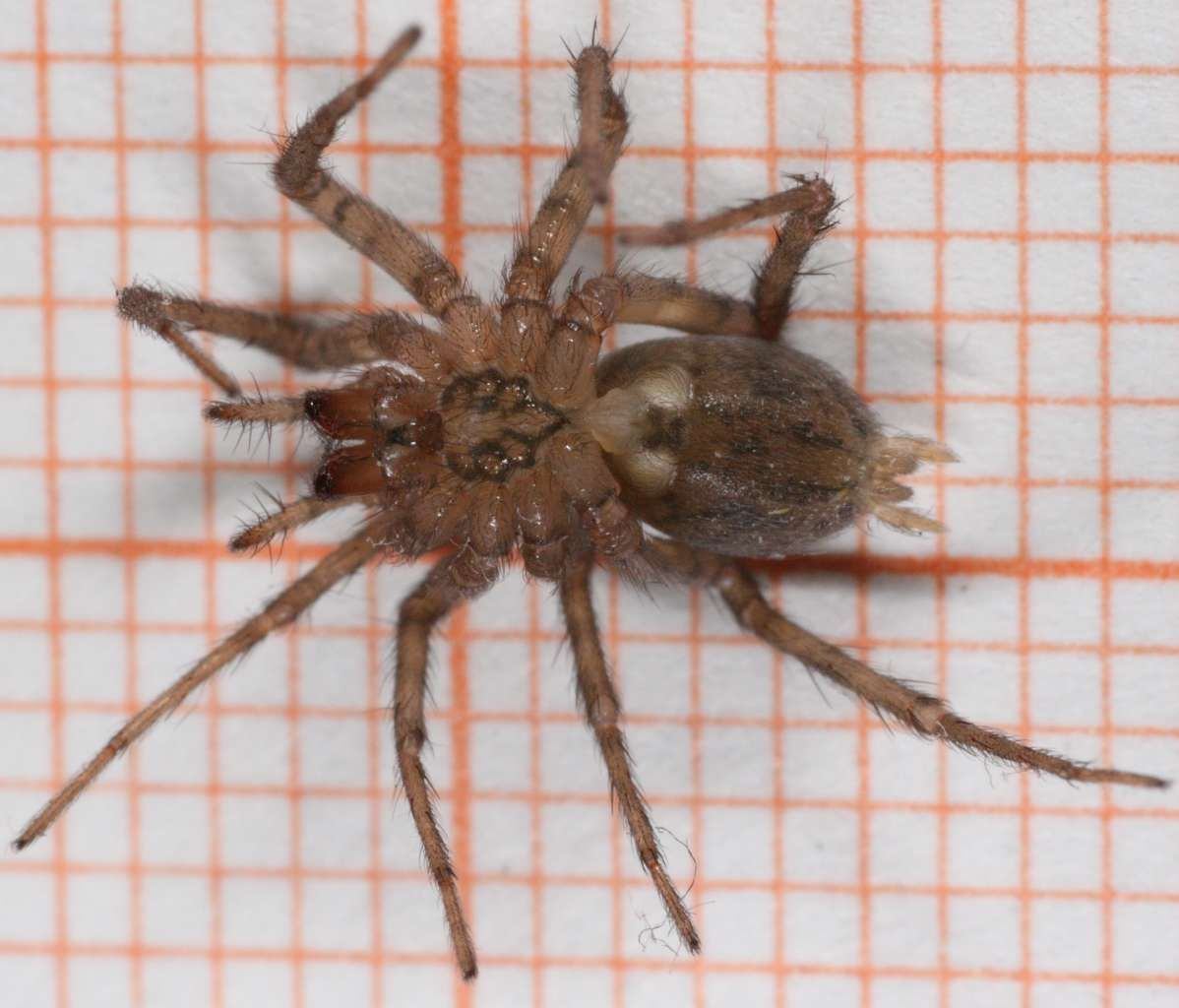
Onderzijde met duidelijk zichtbare spintepels.

De grijze huisspin (Tegenaria domestica) is een spin uit de familie van de trechterspinnen (Agelenidae). De wetenschappelijke naam van de soort werd, als Araneus domesticus, in 1758 gepubliceerd door Carl Alexander Clerck.

## Kenmerken
Het vrouwtje van de huisspin bereikt een lengte van ongeveer 7–11 mm, het mannetje 6–9 mm (exclusief poten). Het mannetje heeft een relatief langwerpiger achterlijf en langere poten. De afstand tussen de pootuiteinden kan tot 2,5 cm bedragen.
De huisspin is nauw verwant aan de veldtrechterspin (Tegenaria agrestis), en kan daar makkelijk mee verward worden, aangezien beide soorten een zigzagpatroon op het achterlijf kunnen hebben. De huisspin is over het algemeen echter kleiner, donkerder bruin, met een cirkelpatroon op het achterlijf en gestreepte poten.

## Interactie met de mens
De mens komt relatief vaak in aanraking met huisspinnen, zo treft men het dier soms aan in de badkamer. De spin is ongevaarlijk:
- Huisspinnen vallen alleen aan als ze worden uitgedaagd of in het nauw gedreven;
- Hun cheliceren (gifkaken) zijn niet gebouwd om mensen mee te bijten en zullen in de regel de huid niet doorboren;
- Als er toch een gifinjectie plaatsvindt is het gevolg niet zeer pijnlijk en ongevaarlijk. De resulterende bult verdwijnt binnen enkele dagen.

De beet van de verwante veldtrechterspin zou giftiger en pijnlijker zijn. Dit dier zou ook een agressievere aard hebben, hoewel meldingen hiervan alleen uit de Verenigde Staten bekend zijn; in Europa is nooit melding gemaakt van een beet.

## Habitat en levenswijze
Huisspinnen weven gewoonlijk een vlak web met een trechtervormig aanhangsel aan een van de uiteinden. De webben kunnen een aanzienlijke omvang bereiken zolang de spin zijn gang kan gaan. Als er een prooi in het web belandt, springt de huisspin tevoorschijn om de prooi te overmeesteren. Huisspinnen zijn vooral 's nachts buitengewoon actief. Hun aanwezigheid is niet seizoensgebonden en voor zover hun leefgebied leefbaar blijft kunnen ze het hele jaar door worden waargenomen.
De huisspin komt zowel in Europa als het grootste deel van de Verenigde Staten algemeen voor. Men neemt aan dat Britse kolonisten de dieren als verstekelingen over de Atlantische Oceaan naar de nieuwe wereld hebben gebracht.
De huisspin is solitair en is hoofdzakelijk 's nachts actief. Ze vervaardigen elke nacht een nieuw trechtervormig web. Als het dier zeer hongerig is, verlaat hij het nest om op jacht te gaan, maar over het algemeen zal het prooidieren vangen die zich op het web wagen. Hij jaagt ze naar buiten waar hij ze vangt. Vervolgens draagt hij ze terug het nest in, om vervolgens de prooi met een enzymenvloeistof te injecteren en leeg te zuigen.

### Paring
Als een mannetje wil paren, beweegt hij ritmisch het web van een vrouwtje met zijn poten. Hierdoor begrijpt het vrouwtje dat het geen prooidier is. In sommige gevallen zal het vrouwtje de benen nemen, anders komt het tot een paring, waarbij het mannetje sperma inbrengt met zijn pedipalpen (tastorganen die veel weg hebben van een kort paar pootjes).
Na de paring bestaan er drie mogelijke scenario's:
- Het vrouwtje valt het mannetje aan (in de meeste gevallen);
- Het mannetje verlaat het nest zonder te worden aangevallen (komt weinig voor);
- Het vrouwtje accepteert de voortdurende aanwezigheid van het mannetje (zeer uitzonderlijk).

Na een rijping van enkele dagen legt het vrouwtje enkele honderden eitjes die ze tegen rovers beschermt. Een vrouwtje kan tot vijf jaar oud worden.